# Нојенкирхен (Округ Хаделн)
Нојенкирхен (њем. Neuenkirchen) општина је у њемачкој савезној држави Доња Саксонија. Једно је од 57 општинских средишта округа Куксхафен. Према процјени из 2010. у општини је живјело 1.428 становника. Посједује регионалну шифру (AGS) 3352038.

## Географски и демографски подаци
Нојенкирхен се налази у савезној држави Доња Саксонија у округу Куксхафен. Општина се налази на надморској висини од 2 метра. Површина општине износи 19,6 km². У самом мјесту је, према процјени из 2010. године, живјело 1.428 становника. Просјечна густина становништва износи 73 становника/km².